# ناحية زمار
ناحية زمار إحدى نواحي سوريا تتبع إداريّاً لمحافظة حلب منطقة جبل سمعان ومركزها بلدة زمار، أحدثت الناحية فصلاً عن ناحية الزربة بقرار من وزارة الإدارة المحلية والبيئة العام 2009.

## بلدات وقرى ناحية زمار
زمار، جديدة طلافح،طلافح، حوير العيس، كوسنيا، أباد، زيارة، تل ممو، تل علوش، واسطة، تل باجر، جزرايا، عثمانية كبيرة.